# 주한 도미니카 공화국 대사관
주한 도미니카 공화국 대사관(스페인어: Embajada de la República Dominicana en la República de Corea)은 대한민국 서울특별시 중구 태평로2가 310 태평로빌딩 19층에 위치하고 있는 도미니카 공화국 대사관이다. 현직 주한 도미니카 공화국 대사는 페데리코 알베르토 쿠에요 카밀로이다.

## 역사
도미니카 공화국은 1962년 6월 6일에 대한민국과 수교했다. 대한민국 정부는 1980년 12월 16일에 도미니카 공화국 산토도밍고에 주도미니카 공화국 대한민국 대사관을 설립했다. 도미니카 공화국 정부는 대한민국과 수교한 이후에 한동안 주일본 도미니카 공화국 대사관에서 대한민국과 관련된 외교 임무를 겸임해 오다가 1983년 3월 27일에 대한민국 서울에 주한 도미니카 공화국 대사관을 설립했다.

## 주요 업무
주요 업무는 대한민국 정부와의 외교, 교섭, 투자 유치 활동, 대한민국 거주 도미니카 공화국 국민의 보호 육성, 외교 정책 홍보, 문화, 학술, 체육 협력, 여권, 입국 사증 발급 및 영사 확인 업무 등이다.

## 같이 보기
- 대한민국-도미니카 공화국 관계
- 주도미니카 공화국 대한민국 대사관
- 도미니카 공화국의 재외공관 목록
- 대한민국 주재 외국공관 목록